# Zwaard van Rudham

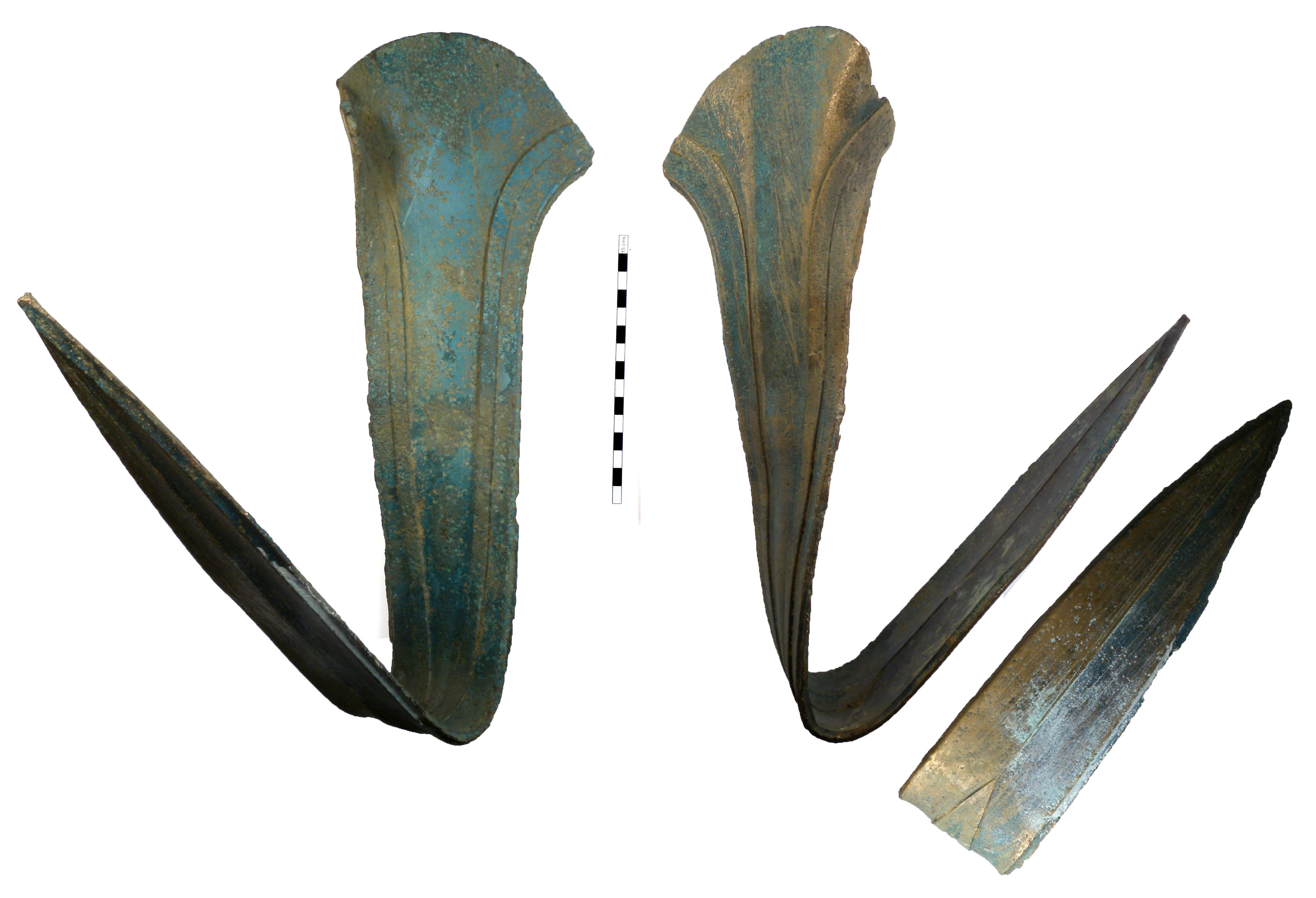
Het bronzen zwaard van Rudham, gezien van drie kanten

Het zwaard van Rudham is een ceremonieel zwaard  uit de bronstijd. Het valt op omdat het waarschijnlijk na de vervaardiging met opzet is verbogen. Het zwaard is van het type Plougrescant-Ommerschans. Er zijn slechts zes van zulke zwaarden in West-Europa gevonden. 
Het bronzen zwaard werd rond 2002 gevonden bij het ploegen van een veld in de buurt van East Rudham maar de vinder zag er de waarde niet van. Pas in 2013 werd duidelijk wat het was. 
Het zwaard is nu in het bezit van Norwich Castle Museum & Art Gallery.
Het zwaard weegt 1,9 kg en uitgevouwen zou het 68,5 cm lang zijn. Het is waarschijnlijk tussen circa 1500-1350 v.Chr. vervaardigd. Het oppervlak heeft een blauwgroene patina dat in grote mate pokdalig is. Het blad is opzettelijk gebogen onder een hoek van 45 graden. Ondanks de verbuiging had het nooit als wapen kunnen worden gebruikt. Het is daarvoor te groot en te log.
Het is niet geslepen en er zijn geen voorzieningen voor de bevestiging van een handvat. Het zwaard vertoont geen sporen van gietnaden.
Dit is het enige van de zes Plougrescant-Ommerschanszwaarden dat verbogen is. Hoewel ze allen enigszins verschillen in afmeting is het ontwerp hetzelfde. Ze zijn dus niet in dezelfde mal maar mogelijk wel op de zelfde plaats vervaardigd.  De andere vijf zijn:
- Zwaard van Plougrescant
- Zwaard van Ommerschans
- Zwaard van Jutphaas
- Zwaard van Beaune
- Zwaard van Oxborough